# Caligo pallida
Caligo pallida är en fjärilsart som beskrevs av Hans Fruhstorfer 1904. Caligo pallida ingår i släktet Caligo och familjen praktfjärilar. Inga underarter finns listade i Catalogue of Life.